# 德米特里·安德烈金
德米特里·安德烈金（俄語：Дмитрий Владимирович Андрейкин，1990年2月5日—），俄罗斯国际象棋棋手。2007年晋升为国际象棋特级大师。
安德烈金是2010年国际象棋世界青年冠军、2012年俄罗斯国际象棋全国冠军。